# Шахта «Молодогвардійська»
ДВАТ Шахта «Молодогвардійська». — дочірнє підприємство ДХК «Краснодонвугілля», яке знаходиться у м.Отаманівка, Краснодонської міськради Луганської обл.

## Опис
Фактичний видобуток 4317/1500 т/добу (1990/1999). Максимальна глибина 700/773 м (1990/1999). У 2003 р. видобуто 906 тис.т. вугілля.
Протяжність підземних виробок 106/32,5 км (1990/1999). У 1990—1999 розробляла пласти k2, і3' потужністю 1,7-2,0 м, кут падіння 5о.
Пласти небезпечні щодо вибухів вугільного пилу та за раптовими викидами вугілля і газу, схильні до самозаймання. Кількість очисних вибоїв 4/2, підготовчих 6/5 (1990/1999).
Кількість працюючих: 1543/1319 чол., в тому числі підземних (основні категорії) 333/229 чол. (1990/1999).
Адреса: 94415, м. Отаманівка, Луганської обл.